# Viva Hate
Albums de Morrissey
Kill Uncle
(1991)
Viva Hate est le premier album de Morrissey (ex leader du groupe The Smiths) réalisé en 1988 par le producteur Stephen Street.

## L'album
Après la séparation du groupe The Smiths, voulue par Johnny Marr en 1987, Morrissey enregistre à la hâte son premier album. La critique est inquiète et pourtant l'album s'avère être une réussite. Paul Stockes écrit ainsi : Avec Viva Hate, Morrissey sort de l'ombre pour devenir, comme il l'affirme avec toute l'immodestie qui le caractérise, peut-être la dernière grande icône de la pop.  
Il fait partie des 1001 Albums You Must Hear Before You Die.

### Titres
1. Alsatian Cousin - 3:13
2. Little Man, What Now? - 1:48
3. Everyday Is Like Sunday - 3:32
4. Bengali in Platforms - 3:55
5. Angel, Angel, Down We Go Together - 1:40
6. Late Night, Maudlin Street - 7:40
7. Suedehead - 3:56
8. Break Up the Family - 3:55
9. The Ordinary Boys - 3:10
10. I Don't Mind If You Forget Me - 3:17
11. Dial-a-Cliché - 2:28
12. Margaret on the Guillotine - 3:42

### Musiciens
- Morrissey : voix
- Stephen Street : basse, guitare
- Vini Reilly : guitare, claviers
- Andrew Paresi : batterie
- Richard Koster, Fenella Barton, John Metcalf : violons
- Rachel Maguire, Mark Davies, Robert Woolhard : violoncelles